# Sulfonat

Estructura de grup sulfonat típic.

En química orgànica, un sulfonat és un ió que conté el grup funcional -SO₃−. La seva fórmula general és R-SO₃−, on R és algun grup orgànic, sent la base conjugada del corresponent àcid sulfònic amb fórmula RSO₂OH.
A causa de l'estabilitat dels anions de sulfonat, els cations de sals de sulfonat com el triflat d'escandi tenen aplicació com àcids de Lewis.
És usual utilitzar el terme sulfonat per referir-se a compostos que continguin aquest grup funcional, ja sigui en forma de sal iònica o formant un compost covalent de tipus èster RSO₂OR'.

### Sultona

1,3-Propano sultona

Els èsters sulfònics cíclics són anomenats sultones. Un exemple és la 1,3-propano sultona. Algunes sultònes són intermediàries de curta durada, utilitzades com agents alquilants forts per introduir un grup sulfonat carregat negativament. En presència d'aigua, hidrolitzen lentament als àcids hidroxi-sulfònics. Els òxids de la sultona són intermedis clau en la síntesi de la droga farmacèutica anticonvulsiva zonisamida.
La tisocromida és un exemple d'una sultona.

## Exemples de sulfonats
- Ió mesilat (metanosulfonat), CH₃SO₂O− (MsO−)
- Ió triflat (trifluorometanosulfonat), CF₃SO₂O− (TfO−)
- Ió tosilat (p-toluenosulfonat), CH₃C₆H₄SO₂O− (TosO− ó TsO−)
- Ió besilat (benzenosulfonat), C₆H₅SO₂O−

Els denominacions precedents s'apliquen tant a sals com a èsters així com a anions.